# 애비 올드리치 록펠러
애비게일 그린 올드리치 록펠러(Abigail Greene Aldrich Rockefeller, 1874년 10월 26일 ~ 1948년 4월 5일)는 예술 애호가, 미국 사회주의자이자 자선가이다. 뉴욕 현대미술관 설립자 중 한 명이며, 존 D. 록펠러 주니어의 배우자이다.

## 올드리치 가문
올드리치 가문은 영국계 이민자 존 윈스럽, 윌리엄 위켄덴, 로저 윌리엄스가 속한 중산층 가문이다. 올드리치의 아버지 넬슨은 분가 소속이며, 세대를 거듭하며 몰락세를 보였으나, 사업가, 정치인으로 성공했다. 이후, 올드리치 가문은 상원위원, 부통령을 비롯한 많은 정치인을 배출한 가문이다.

## 유년기
1874년 10월 26일, 아비개일 그린 올드리치 록펠러는 로드 아일랜드 프로비던스에서 넬슨 W. 올드리치, 트루먼 채프먼의 네 번째 아이로 태어났다. 어린시절 대부분을 로드 아일랜드의 프로비던스, 워릭 넥, 워싱턴 D.C에서 보냈다.

## 1891년~ 1893년
1891년부터 1893년까지 로드 아일랜드 프로비던스에 위치한 미스 애보트 학교에 입학했다. 여학교였으며, 영작문, 문학, 프랑스어, 독일어, 미술사, 고대사, 체조, 춤을 공부했다.
1893년 11월에 사교계에 데뷔했다. 애비의 부모님과 접대했던 유명한 인물에는 앨리슨 상원의원, 유진 헤일 상원위원, 윌리엄 프라이 상원의원, 앰브로즈 번사이드 장군, 윌리엄 맥킨리, 메리 리, 엘리자비스 커스터 등이 있다.

## 1894년
1894년 6월 30일, 그는 아버지의 권유로 영국 리버풀로 배를타고, 유럽과 아시아 여행을 시작했다. 첫 4개월은 영국, 벨기에, 네덜란드, 독일, 오스트리아, 스위스, 이탈리아, 프랑스를 여행했으며, 주로 미술관을 방문했다.

## 결혼
1894년 가을, 그녀는 존 D. 록펠러 주니어를 만나게된다. 존 D. 록펠러 주니어는 스탠더드 오일사의 후계자이다. 만남을 지속하던 1901년 10월 9일, 로드 아일랜드 켄트 주 워릭 넥에 있는 아버지의 여름별장에서 결혼식을 올린다.
올드리치 록펠러와 록펠러 주니어는 결혼 후 1913년까지 맨해튼 웨스트 54번가 13번지에 정착했다. 이후 록펠러 주니어가 뉴욕시에서 가장 큰 규모의 멘션을 웨스트 54번가 10번지에 완공하자 이사했고, 그 건물 9층에서 살다가 1939년 740파크 애비뉴에 있는 집으로 이사했다. 슬하 5남 1녀를 두었다.

## MoMA (뉴욕 현대미술관)
1929년 애비는 릴리 P. 블리스, 메리 퀸 설리번과 함께 뉴욕 현대미술관 설립을 계획한다. 당시 경제 대공황으로 인해 존 D. 록펠러 주니어는 미술관 설립을 반대했으나, 11월 7일 MoMA를 개관하게 된다. 개관전은 세잔, 고갱, 쇠라, 반 고흐 등 네 작가를 '근대미술의 아버지'라고 소개하는 기념전을 열었고, 5주동안 5만명의 관람객이 방문하는 성공을 거뒀다. 이후 올브라이트 아트 갤러리의 이사회 회장이었던 굿이어를 초대 미술관 관장으로 맞이하고, 애비는 회계사로 록펠러 박물관 경영에 참가했다.

## 같이 보기
- 존 D. 록펠러 주니어
- 넬슨 W. 올드리치